# Соловйова Валерія Олександрівна
Соловйова Валерія Олександрівна (нар. 3 листопада 1992) — російська тенісистка. Найвищу одиночну позицію світового рейтингу — 163 місце досягла 27 травня 2013, парну — 67 місце — 15 липня 2013 року. Здобула 3 одиночні та 2 парні титули.

## Фінали турнірів WTA

### Парний розряд: 5 (2–3)
| Легенда                 |
| ----------------------- |
| Турніри Великого шолома |
| Premier M & Premier 5   |
| Premier                 |
| International (2–3)     |

| Фінали за покриттям |
| ------------------- |
| Тверде (1–1)        |
| Ґрунт (1–2)         |
| Трава (0–0)         |
| Килим (0–0)         |

| Результат | W–L | Дата     | Турнір                   | Покриття  | Партнерка              | Суперниці                              | Рахунок               |
| --------- | --- | -------- | ------------------------ | --------- | ---------------------- | -------------------------------------- | --------------------- |
| Перемога  | 1–0 | Лип 2012 | Baku Cup, Азербайджан    | Тверде    | Ірина Бурячок          | Ева Бірнерова Альберта Бріанті         | 6–3, 6–2              |
| Поразка   | 1–1 | Січ 2013 | WTA Shenzhen Open, КНР   | Тверде    | Бурячок Ірина Олегівна | Чжань Хаоцін Латіша Чжань              | 0–6, 5–7              |
| Поразка   | 1–2 | Кві 2013 | Katowice Open, Польща    | Ґрунт (i) | Ралука Олару           | Лара Арруабаррена Лурдес Домінгес Ліно | 4–6, 5–7              |
| Перемога  | 2–2 | Чер 2013 | Nuremberg Cup, Німеччина | Ґрунт     | Ралука Олару           | Анна-Лена Гренефельд Квета Пешке       | 2–6, 7–6(7–3), [11–9] |
| Поразка   | 2–3 | Тра 2014 | Estoril Open, Португалія | Ґрунт     | Ева Грдінова           | Кара Блек Саня Мірза                   | 4–6, 3–6              |

## Фінали ITF

### Одиночний розряд: 6 (3–3)
| Легенда          |
| ---------------- |
| турніри $100,000 |
| турніри $75,000  |
| турніри $50,000  |
| турніри $25,000  |
| турніри $10,000  |

| Фінали за покриттям |
| ------------------- |
| Тверде (1–1)        |
| Ґрунт (2–2)         |
| Трава (0–0)         |
| Килим (0–0)         |

| Результат | Ранг | Дата           | Турнір             | Покриття | Суперниця           | Рахунок       |
| --------- | ---- | -------------- | ------------------ | -------- | ------------------- | ------------- |
| Перемога  | 1.   | 26 липня 2010  | ITF Бре, Бельгія   | Ґрунт    | Міртій Жорж         | 5–7, 6–4, 6–3 |
| Поразка   | 1.   | 1 серпня 2011  | ITF Москва, Росія  | Ґрунт    | Валентина Івахненко | 1–6, 3–6      |
| Поразка   | 2.   | 25 червня 2012 | ITF Істад, Швеція  | Ґрунт    | Каріна Віттгефт     | 2–6, 1–6      |
| Перемога  | 2.   | 9 травня 2016  | ITF Нейплс, США    | Ґрунт    | Кейла Дей           | 6–4, 6–0      |
| Поразка   | 3.   | 13 червня 2016 | ITF Самтер, США    | Тверде   | Кетрін Белліс       | 1–6, 3–6      |
| Перемога  | 3.   | 20 червня 2016 | ITF Батон-Руж, США | Тверде   | Дженніфер Елі       | 5–7, 6–3, 6–0 |

### Парний розряд: 23 (15–8)
| Легенда          |
| ---------------- |
| турніри $100,000 |
| турніри $75,000  |
| турніри $50,000  |
| турніри $25,000  |
| турніри $15,000  |
| турніри $10,000  |

| Фінали за покриттям |
| ------------------- |
| Тверде (4–6)        |
| Ґрунт (11–1)        |
| Трава (0–0)         |
| Килим (0–1)         |

| Результат | Ранг | Дата              | Турнір                    | Покриття   | Партнерка                      | Суперниці                                   | Рахунок             |
| --------- | ---- | ----------------- | ------------------------- | ---------- | ------------------------------ | ------------------------------------------- | ------------------- |
| Перемога  | 1.   | 2 серпня 2010     | ITF Москва, Росія         | Ґрунт      | Надія Гуськова                 | Теодора Мирчич Марія Мірковіч               | 7–6(5), 6–3         |
| Поразка   | 1.   | 13 вересня 2010   | ITF Подгориця, Чорногорія | Ґрунт      | Марина Заневська               | Ірина-Камелія Бегу Міхаела Бузернеску       | 7–5, 5–7, [10–12]   |
| Перемога  | 2.   | 18 квітня 2011    | ITF Дотан, США            | Ґрунт      | Ленка Вєнерова                 | Гейді Ель Табах Алісон Ріск                 | 6–3, 6–4            |
| Перемога  | 3.   | 16 травня 2011    | ITF Москва, Росія         | Ґрунт      | Гуськова Надія Владиславівна   | Юстина Єгйолка Вероніка Капшай              | 6–3, 7–6(2)         |
| Поразка   | 2.   | 6 лютого 2012     | ITF Ранчо-Міраж, США      | Тверде     | Ленка Вєнерова                 | Екатеріне Горгодзе Сопія Шапатава           | 2–6, 6–3, [6–10]    |
| Поразка   | 3.   | 13 лютого 2012    | ITF Серпрайз, США         | Тверде     | Міхаела Бузернеску             | Марія Санчес Ясмін Шнак                     | 4–6, 3–6            |
| Перемога  | 4.   | 18 червня 2012    | ITF Крістінегамн, Швеція  | Ґрунт      | Олена Бовіна                   | Вікторія Кисельова Ілона Кремінь            | 6–2, 6–2            |
| Перемога  | 5.   | 30 липня 2012     | ITF Москва, Росія         | Ґрунт      | Аріна Родіонова                | Євгенія Пашкова Анастасія Васильєва         | 6–3, 6–3            |
| Поразка   | 4.   | 17 вересня 2012   | ITF Yoshkar-Ola, Росія    | Тверде (i) | Бурячок Ірина Олегівна         | Маргарита Гаспарян Вероніка Капшай          | 4–6, 6–2, [9–11]    |
| Поразка   | 5.   | 12 листопада 2012 | ITF Гельсінкі, Фінляндія  | Килим (i)  | Бурячок Ірина Олегівна         | Людмила Кіченок Надія Кіченок               | 3–6, 3–6            |
| Поразка   | 6.   | 17 грудня 2012    | ITF Анкара, Туреччина     | Тверде (i) | Бурячок Ірина Олегівна         | Магда Лінетт Катажина Пітер                 | 2–6, 2–6            |
| Поразка   | 7.   | 18 лютого 2013    | ITF Москва, Росія         | Тверде (i) | Заневська Марина Володимирівна | Маргарита Гаспарян Поліна Монова            | 4–6, 6–2, [5–10]    |
| Поразка   | 8.   | 22 липня 2013     | ITF Астана, Казахстан     | Тверде     | Ніна Братчикова                | Людмила Кіченок Надія Кіченок               | 2–6, 2–6            |
| Перемога  | 6.   | 21 жовтня 2013    | ITF Касабланка, Марокко   | Ґрунт      | Паула Каня                     | Сесілія Коста Мольгар Анастасія Гримальська | 7–6(3), 6–4         |
| Перемога  | 7.   | 4 серпня 2014     | ITF Гехінген, Німеччина   | Ґрунт      | Елена Богдан                   | Каролін Даніелс Антонія Лоттнер             | 6–3, 6–1            |
| Перемога  | 8.   | 14 грудня 2015    | ITF Бангкок, Таїланд      | Тверде     | Ірина Хромачова                | Джессі Ромп'єс Нунгнадда Ваннасук           | 5–7, 6–4, [12–10]   |
| Перемога  | 9.   | 21 грудня 2015    | ITF Бангкок, Таїланд      | Тверде     | Хромачова Ірина Павлівна       | Чхой Чі Хі Пеангтарн Пліпич                 | 6–3, 4–6, [10–5]    |
| Перемога  | 10.  | 21 березня 2016   | ITF Нейплс, США           | Ґрунт      | Заневська Марина Володимирівна | Софі Чанг Квірін Лемуан                     | 7–5, 6–0            |
| Перемога  | 11.  | 14 жовтня 2017    | ITF Пула, Італія          | Ґрунт      | Елена Богдан                   | Тереза Мрдежа Омае Акіко                    | 7–6(7), 5–7, [11–9] |
| Перемога  | 12.  | 17 лютого 2018    | ITF Шарм-еш-Шейх, Єгипет  | Тверде     | Анна Моргіна                   | Констанце Штепан Іга Свьонтек               | 6–4, 6–2            |
| Перемога  | 13.  | 24 лютого 2018    | ITF Шарм-еш-Шейх, Єгипет  | Тверде     | Мартіна Кольменья              | Лі Бейцзі Пранджала Ядлапаллі               | 6–2, 6–3            |
| Перемога  | 14.  | 31 березня 2018   | ITF Пула, Італія          | Ґрунт      | Івахненко Валентина Юріївна    | Анастасія Гримальська Анастасія Зарицька    | 6–3, 3–6, [10–5]    |
| Перемога  | 15.  | 7 квітня 2018     | ITF Пула, Італія          | Ґрунт      | Анна Цая                       | Манон Арканьйолі Шанталь Шкамлова           | 7–5, 6–3            |

## Участь у Кубку Федерації

### Парний розряд
| Розіграш                                    | Стадія | Дата           | Місце             | Супротивник | Покриття  | Партнерка       | Суперниці                       | W/L | Рахунок  |
| ------------------------------------------- | ------ | -------------- | ----------------- | ----------- | --------- | --------------- | ------------------------------- | --- | -------- |
| Кубок Федерації 2014 Світова група          | R1     | 9 лютого 2014  | Гобарт, Австралія | Австралія   | Тверде    | Ірина Хромачова | Ешлі Барті Кейсі Деллаква       | L   | 1–6, 3–6 |
| Кубок Федерації 2014 Плей-оф світової групи | P/O    | 20 квітня 2014 | Сочі, Росія       | Аргентина   | Ґрунт (i) | Олена Весніна   | Вікторія Босіо Надія Подороська | W   | 6–2, 6–1 |

## Юніорські фінали турнірів Великого шолома

### Парний розряд
| Результат | Рік  | Турнір                           | Покриття | Партнерка        | Суперниці                         | Рахунок          |
| --------- | ---- | -------------------------------- | -------- | ---------------- | --------------------------------- | ---------------- |
| Перемога  | 2009 | Відкритий чемпіонат США з тенісу | Тверде   | Марина Заневська | Елена Богдан Ноппаван Летчівакарн | 1–6, 6–3, [10–7] |